# Rábatöttös
Rábatöttös je vas na Madžarskem, ki upravno spada pod Sombotelsko okrožje Železne županije.